# Zpoždění signálu
Zpoždění signálu (anglicky signal propagation delay) je doba, kterou trvá přenos signálu ze vstupu na výstup. Se zpožděním signálu se pracuje v počítačových sítích, v elektronice a ve fyzice.

## Počítačové sítě
V počítačových sítích je zpoždění signálu (zpoždění šíření) doba, kterou trvá přenos signálu od odesilatele k příjemci. Lze jej vypočítat jako poměr mezi délkou spoje a rychlostí šíření signálu určitým prostředím.
Zpoždění signálu je rovno d / s kde d je vzdálenost a s je rychlost šíření signálu. U rádiové komunikace je s rovno rychlosti světla c. Rychlost šíření s měděnými vodiči se obecně pohybuje od 0,59c do 0,77c. Toto zpoždění je významnou překážkou při stavbě vysokorychlostních počítačů a nazývá se propojovací úzké hrdlo v systémech integrovaných obvodů.

## Elektronika

Časovací digram zpoždění signálu logického invertoru.

Úplná sčítačka s červeně vyznačeným maximálním logickým zpožděním 3 logických členů ze vstupů A a B na výstup přenosu do vyššího řádku C_{out}.

Při vytváření digitálních obvodů v elektronice je logické zpoždění doba mezi ustálením signálu na vstupech logického členu a ustálením signálu na jeho výstupu. V katalogových listech výrobků se obvykle uvádí čas potřebný, aby výstup dosáhl 50 % konečné úrovně od chvíle, kdy vstupy dosáhnou 50 % své konečné úrovně. Hodnota může záviset na směru změny úrovně, pak se uvádí odděleně zpoždění pro sestupnou hranu tPHL a vzestupnou hranu tPLH nebo tf a tr. Snižování zpoždění hradel v digitálních obvodech umožňuje zpracování dat vyšší rychlostí a zlepšuje celkovou výkonnost. Stanovení zpoždění signálu složeného obvodu vyžaduje identifikaci nejdelší trasy šíření signálu ze vstupu na výstup a sečtení všech zpoždění na této trase.
Rozdílné zpoždění signálu logických prvků je v asynchronních obvodech hlavní příčinou logických hazardů způsobených souběhem.
Zpoždění signálu používá metoda logického úsilí (anglicky principle of logical effort) pro porovnávání návrhů různých implementací stejné logické funkce.
Zpoždění signálu se zvyšuje s pracovní teplotou, protože odpor vodivých materiálů obvykle s teplotou roste. Marginální zvýšení napájecího napětí mohou zvětšovat zpoždění signálu, protože horní prahové spínací napětí VIH (často vyjádřené v procentech napájecího napětí) se také zvyšuje. Zpoždění signálu také zvyšují kapacity na výstupu způsobené připojením vstupů více logických členů. Všechny tyto faktory se navzájem ovlivňují prostřednictvím časové konstanty RC obvodu: zvýšení kapacity na výstupu zvětšuje C, zvýšená teplota zvětšuje R, a zvýšení prahové napětí zdroje ovlivní, zda je nutná více než jedna časová konstanta pro dosažení mezního napětí. Pokud je výstup logického hradla připojen na dlouhé vedení nebo použit pro ovládání vstupů mnoha dalších hradel (velké výstupní větvení), zpoždění signálu se může výrazně zvětšit.
U vodičů je zpoždění signálu přibližně 1 ns na 15 cm délky. Zpoždění signálu v logických hradlech může být větší než 10 ns, ale podle použité technologie může být zkráceno až na pikosekundy.

## Fyzika
Ve fyzice, především u elektromagnetického pole, je zpoždění signálu doba potřebná pro přenos signálu k jeho cíli. V případě elektrického signálu jde o čas potřebný pro šíření signálu vodičem. Viz také činitel zkrácení a šíření rádiových vln.